# Mario Revelli di Beaumont
Mario Revelli di Beaumont (Roma, 25 giugno 1907 – Grugliasco, 29 maggio 1985) è stato un designer e pilota motociclistico italiano.

## Biografia
Originario di una famiglia di antica nobiltà piemontese, il conte Mario Revelli ereditò l'interesse per la meccanica dal padre Abiel, ufficiale dell'esercito e progettista di armi automatiche.
Nel 1922 cominciò a frequentare il Real Collegio Militare della Nunziatella di Napoli e, contemporaneamente, dedicarsi all'attività di progettazione di telai motociclistici, spinto dal fratello maggiore Gino, che nel capoluogo piemontese gestiva un'avviata officina meccanica e concessionaria di motociclette Galloni.

### L'esordio nel motociclismo
Dopo essersi cimentati in alcune gare motociclistiche amatoriali, nel 1924 i due fratelli realizzarono la GR 500, una moto da competizione dotata di motore inglese Jap di 499 cm³ monocilindrico, con la quale Mario si aggiudicò il titolo di Campione italiano gentleman del 1924 e vinse il Gran Premio delle Nazioni del 1925, conquistando il titolo di Campione d'Europa e divenendo noto al grande pubblico con l'appellativo di "Adolescente campione", attribuitogli dalla stampa sportiva.
Nel 1926 Revelli partecipò alla classe 500 del Campionato motociclistico italiano, arrivando secondo sul Circuito di Torino, il 2 maggio, dopo aver lungamente conteso la vittoria ad Achille Varzi. Il successivo 11 luglio, sul Circuito del Lario, perse la possibilità di salire sul podio per lo scoppio di uno pneumatico durante l'ultimo giro. La sua carriera motociclistica ebbe termine il 9 aprile 1927, quando nel percorrere Corso Vittorio un'automobile gli tagliò la strada, distruggendo la moto e costringendolo a una lunga convalescenza.

### Le automobili
Nel 1928 cominciò a prestare collaborazione a Torino presso gli Stabilimenti Farina, dove diede un contributo rilevante alla realizzazione di carrozzerie per alcune fuoriserie su autotelai Isotta Fraschini e Fiat 525 e negli anni successivi per diverse vetture Alfa Romeo e Lancia.

La sua collaborazione si estese ben presto anche ad altri nomi illustri dell'epoca, come Ghia, Garavini, Montescani e Casaro. A partire dal 1929 entrò alla Fiat, presso la Sezione Carrozzerie Speciali. Anche qui si dedicò prevalentemente al disegno di modelli di lusso e sportivi, ma non mancarono numerosi contributi a parecchi altri modelli di serie e di fascia sensibilmente inferiore. Collaborò anche con la Fiat sezione Aeronautica, dove si dedicò anche al disegno di interni di velivoli. Durante la sua collaborazione alla Fiat cominciò a lavorare ad alcuni progetti particolari, come il concetto di vettura monovolume, all'epoca praticamente inesistente. Tali progetti sarebbero rimasti sepolti alla Fiat per diversi anni, per poi concretizzarsi circa un ventennio dopo.

Nel 1930 venne fondata la carrozzeria Pininfarina e, contemporaneamente alla sua attività presso la Fiat, Mario Revelli collaborò anche presso il neonato atelier fondato da "Pinin".

Nel 1935 firmò la linea, innovativa per l'epoca, della Fiat 6C 1500. Ciò avvenne anche grazie allo stretto rapporto di fiducia instauratosi con il patron Giovanni Agnelli.
Narrò lo stesso Revelli che, alla presentazione in palazzina al Lingotto, del modello 1 a 1 in gesso della 1500, Agnelli osservò da ogni lato la maquette e poi sentenziò: "Am pias propi nen." (non mi piace per niente)
Revelli e i suoi collaboratori, affranti, chiesero: "Ma allora non la facciamo?"
Agnelli rispose: "No, fumla püra, a l'ha nen da  piasime a mi." 
Tradotto dal piemontese: "No, facciamola pure, non deve piacere a me."

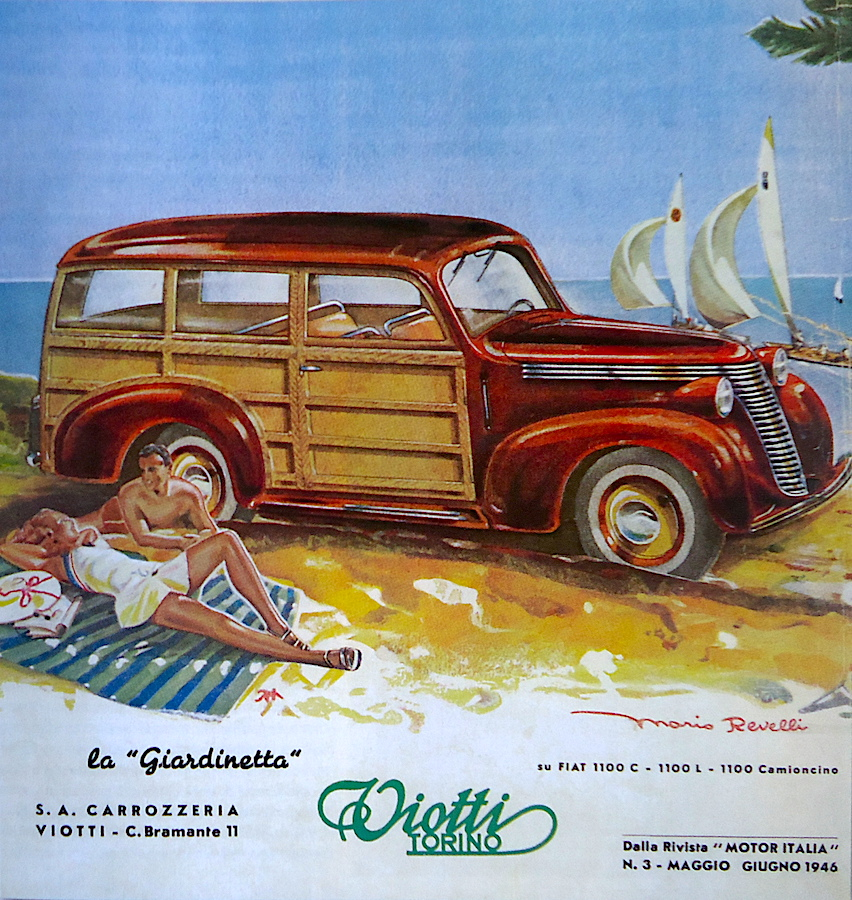
Fiat 1100 Giardinetta Viotti 1946

Sempre per Fiat a metà anni trenta disegnò la carrozzeria dello spider 508 sport, realizzato su licenza dalla Ghia.

Durante la seconda metà degli anni trenta collaborò in particolar modo con Pininfarina, Viotti e Bertone. In questo periodo gli orientamenti stilistici in tutta Europa erano verso le linee sinuose e particolarmente aerodinamiche, con particolare sfoggio di carenature. Tale stile, conosciuto con il termine francese flamboyant, ebbe in Italia il suo maggior esponente proprio in Mario Revelli di Beaumont. Di particolare interesse tecnico fu la realizzazione di un autobus con funzione di stazione radio mobile, costruito dalla carrozzeria Viberti su telaio Alfa Romeo per conto dell'EIAR nel 1938. Nel 1940 realizzò un progetto per un Taxi monovolume e l'anno successivo quello per una vettura urbana a 3 ruote (Elettropattino), entrambi a propulsione elettrica. In questo periodo il suo stile ebbe una grande influenza nella produzione degli Stabilimenti Farina, in particolare su due disegnatori che di lì a poco si sarebbero messi in luce: Giovanni Michelotti e Fedele Bianco.
Con lo scoppio della seconda guerra mondiale, la sua attività si convertì a scopi inerenti all'evento in corso, progettando la conversione dei modelli civili in automezzi militari. Particolarmente importante fu la collaborazione con la carrozzeria torinese Viotti per il progetto di trasformazione del modello Fiat 1100 in autoambulanza, oltre ad autocarri militari e per radiocomunicazioni. Al termine del conflitto mondiale fu incarcerato dagli occupanti tedeschi in quanto sospettato, quale appartenente alla nobiltà, di essere fedele alla monarchia. Fu poi liberato dai partigiani.
Mario Revelli riprese la collaborazione con la Pininfarina, la Fiat, la Siata e la Viotti. È con quest'ultima che, rispolverando le precedenti soluzioni per le autoambulanze, ideò la celeberrima "carrozzeria funzionale", subito realizzata con il modello Fiat 1100 Viotti Giardinetta del 1946, vettura che segnò la nascita in Italia della moderna station wagon.

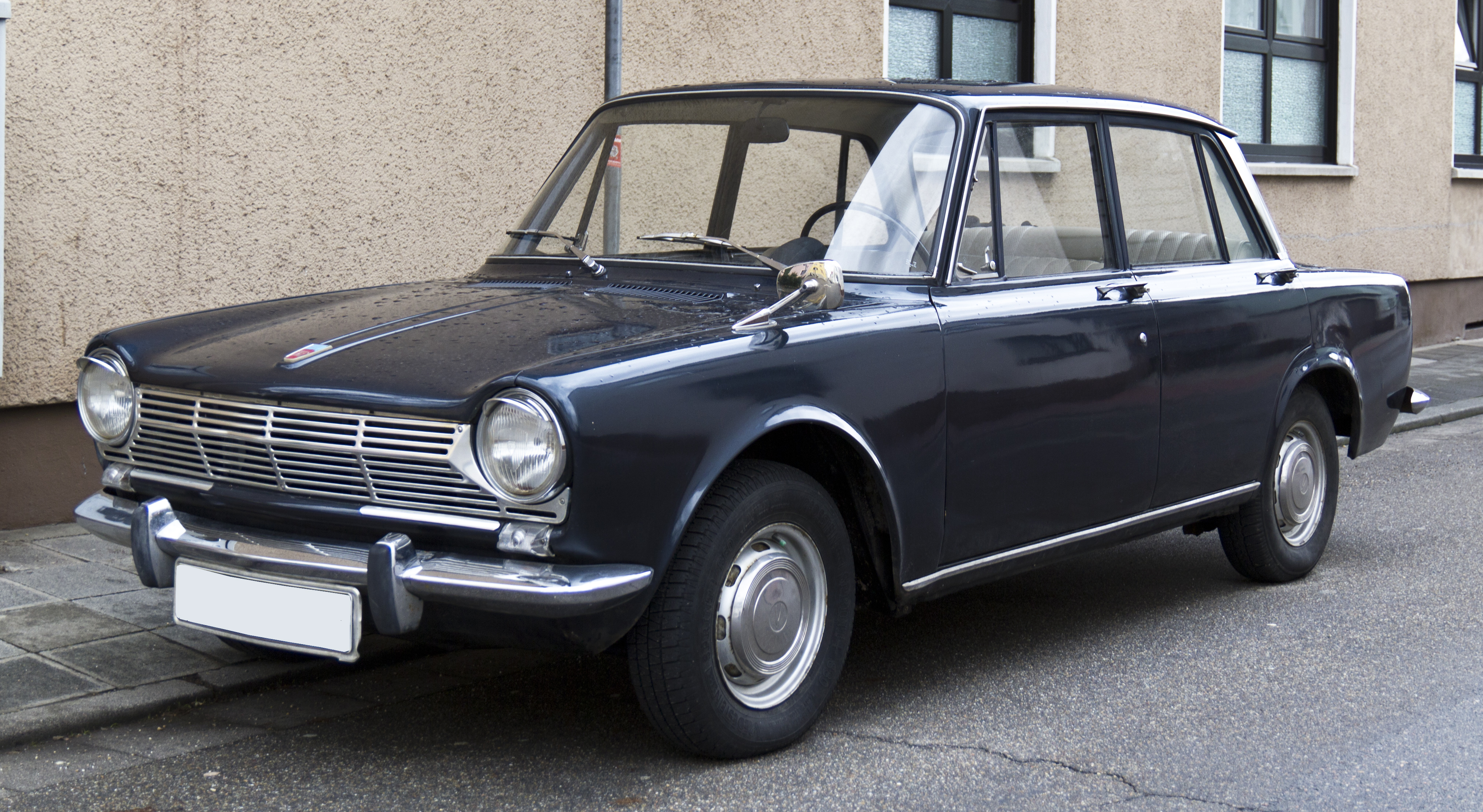
Simca 1300 Serie 1

Nel 1952 si recò negli Stati Uniti dove collaborò con il gruppo General Motors e realizzò alcuni progetti di citycar e di compactcar, modelli molto orientati al futuro specie per un mercato come quello statunitense.

Nel 1954 rientrò in Italia, dove ricominciò a collaborare con la SIMCA, casa francese di origini italiane, presso la quale disegnò alcune carrozzerie particolari per la Simca 8 e per la Aronde, ma soprattutto diede un apporto più che notevole alla definizione della linea della Simca 1000, nata tra l'altro su base Fiat, dopodiché contribuì alla linea della Simca 1300.
Nota anche la collaborazione con la casa motociclistica Aermacchi per il progetto dell'avveniristico e sfortunato modello "Chimera", presentato al Salone di Milano del 1956.

Nel 1963 tornò a collaborare con Pininfarina, ma nello stesso tempo strinse ulteriormente i contatti e fornì consulenza ancora ad imprese d'oltreoceano.

Più tardi, Mario Revelli di Beaumont, oramai anziano, collaborò nel settore didattico, fornendo consulenza alla Scuola d'Arte e Design di Torino, nonché all'Art Center College of Design di Pasadena, in California. Nell'arco della sua carriera ha depositato più di 50 brevetti industriali fra i quali vanno ricordati il deflettore (anteriore e posteriore), la chiusura centralizzata, il tetto apribile, la maniglia ad incasso, i fari a scomparsa, il paraurti elastico e il volante antivibrazioni.
Mario Revelli di Beaumont morì il 29 maggio 1985.